# Японски банан
Японският банан (Musa basjoo) е вид покритосеменно растение от семейство Бананови (Musaceae).
Той е многогодишно тревисто растение, достигащо до 2,5 метра височина, с големи листа с ширина до 70 сантиметра и дължина до 2 метра. Произлизащ от южен Китай, японският банан се отглежда в Япония като техническа култура, използвана като суровина в текстилното производство. Отглежда се и в Европа като декоративно растение заради относителната студоустойчивост и екзотичния си вид.